# Saison 19 de South Park
Chronologie
Saison 18 Saison 20
La dix-neuvième saison de la série télévisée d'animation américaine South Park est diffusée entre le 16 septembre 2015 et le 9 décembre 2015 sur la chaîne américaine Comedy Central. La saison comporte 10 épisodes.
Cette saison est marquée par une critique très forte des valeurs du progressisme et du parti Démocrate en dénonçant la gentrification, le politiquement correct et la main mise d'internet par la publicité et par les lobbies. Elle introduit également un nouveau personnage le Principal PC. 
D'une manière plus soutenue que la saison précédente, tous les épisodes sont reliés entre eux par une sous-intrigue ainsi que des gags et thèmes récurrents. Ce schéma narratif amène à une fin de saison divisée en une trilogie d'épisodes.
En France, la saison est diffusée en simultané avec les États-Unis sur MTV en version sous-titrée.

## Épisodes
| № | #  | Titre                                                        | Réalisation | Scénario    | Audiences | Première diffusion |
| --- | -- | ------------------------------------------------------------ | ----------- | ----------- | --------- | ------------------ |
| 258 | 1  | Magnifique et courageuse Stunning and Brave                  | Trey Parker | Trey Parker | 1.76      | 16 septembre 2015  |
| Un nouveau principal à l'école élémentaire de South Park va obliger la population à faire face à son passif politiquement incorrect pendant que celle-ci se trouve une admiration pour Caitlyn Jenner. |    |                                                              |             |             |           |                    |
| 259 | 2  | Où est passé mon pays ? Where My Country Gone?               | Trey Parker | Trey Parker | 1.49      | 23 septembre 2015  |
| M. Garrison est irrité par l'arrivée d'immigrés clandestins en provenance du Canada, et décide de construire un mur pour les empêcher de franchir la frontière.                                        |    |                                                              |             |             |           |                    |
| 260 | 3  | Une ville idéale The City Part of Town                       | Trey Parker | Trey Parker | 1.32      | 30 septembre 2015  |
| Pendant que la ville de South Park se gentrifie, Kenny a trouvé un travail au City Wok. |    |                                                              |             |             |           |                    |
| 261 | 4  | On accepte pas les critiques You're Not Yelping              | Trey Parker | Trey Parker | 1.37      | 14 octobre 2015    |
| Cartman estime être le meilleur critique en ligne de restaurants à South Park. |    |                                                              |             |             |           |                    |
| 262 | 5  | Dans ma bulle Safe Space                                     | Trey Parker | Trey Parker | 1.21      | 21 octobre 2015    |
| Cartman est la dernière victime du Body Shaming. |    |                                                              |             |             |           |                    |
| 263 | 6  | Tweek et Craig Tweek x Craig                                 | Trey Parker | Trey Parker | 1.34      | 28 octobre 2015    |
| Une nouvelle relation amoureuse entre Tweek et Craig affecte l'école primaire de South Park. |    |                                                              |             |             |           |                    |
| 264 | 7  | Les Méchants ninjas Naughty Ninjas                           | Trey Parker | Trey Parker | 1.42      | 11 novembre 2015   |
| Les citoyens de South Park décident qu'ils n'ont plus besoin des forces de police dans leur ville. |    |                                                              |             |             |           |                    |
| 265 | 8  | Contenu de marque Sponsored Content                          | Trey Parker | Trey Parker | 1.30      | 18 novembre 2015   |
| Jimmy est journaliste, et son intégrité est mise à l'épreuve par le Principal PC. |    |                                                              |             |             |           |                    |
| 266 | 9  | La vérité sur les publicités Truth and Advertising           | Trey Parker | Trey Parker | 1.43      | 2 décembre 2015    |
| Alors que le principal PC ainsi que deux élèves de l'école disparaissent, plusieurs groupes enquêtent.                                                                                                 |    |                                                              |             |             |           |                    |
| 267 | 10 | Le jugement final de Principal PC PC Principal Final Justice | Trey Parker | Trey Parker | 1.83      | 9 décembre 2015    |
| Kyle choisit une dangereuse alliance à l'encontre de son amitié avec Stan. |    |                                                              |             |             |           |                    |